# Villa Bilstein

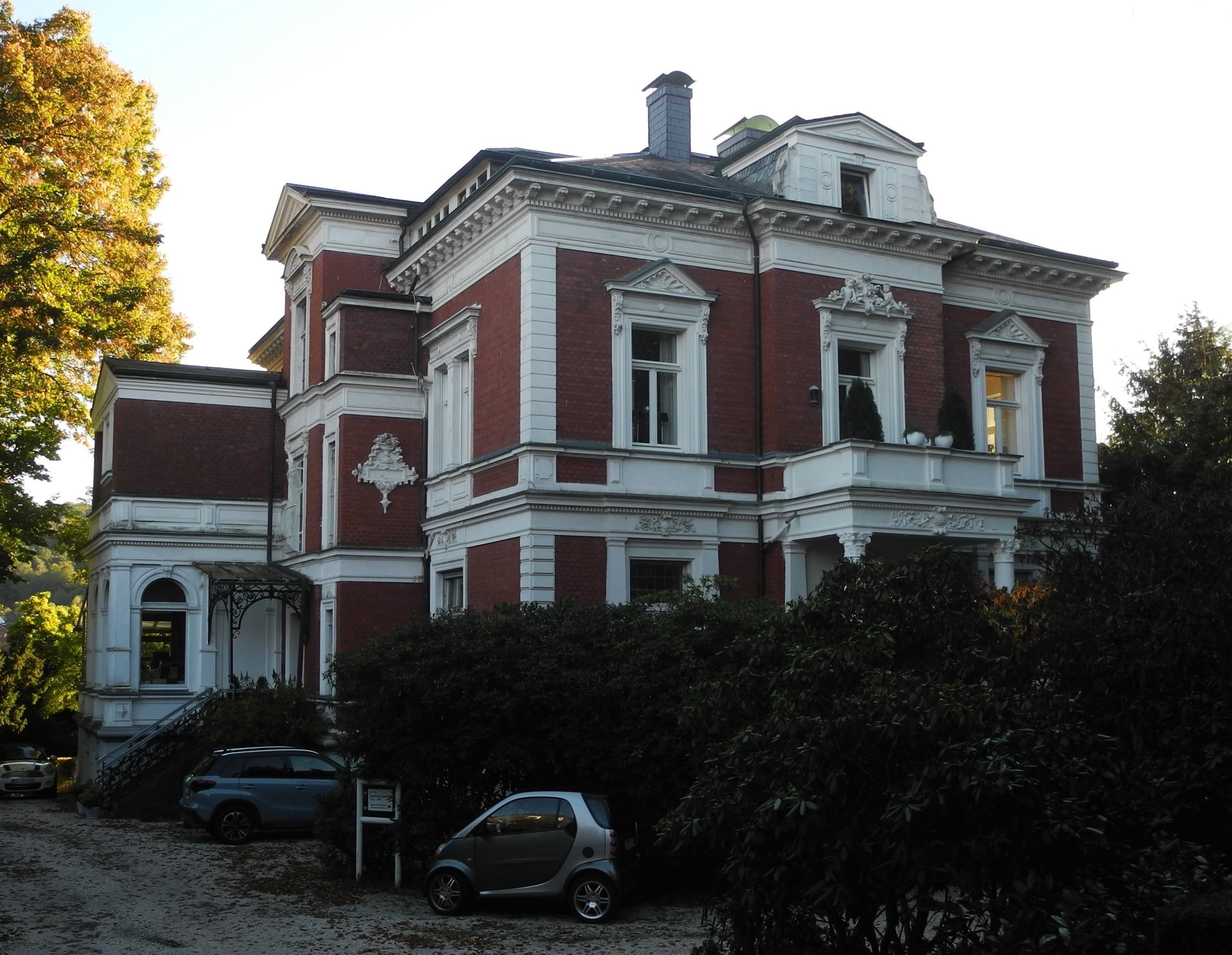
Villa Bilstein

Die Villa Bilstein, postalische Anschrift Milsper Straße 175, ist eine denkmalgeschützte Villa im Ennepetaler Ortsteil Altenvoerde. Sie wurde 1895 erbaut.

## Beschreibung
Die Villa wurde im Auftrag des Fabrikanten August Bilstein von dem Hagener Architekten Eugen Eichelberg entworfen. Es handelt sich um einen zweigeschossigen Ziegelbau ist mit flach geneigtem schiefergedeckten Walmdach inmitten eines parkartigen Grundstücks. Der Portikus mit bekiester Zufahrt befindet sich auf der Nordseite, an der Ostseite ist ein Nebeneingang mit erhaltener gründerzeitlicher Glas- und Stahlüberdachung.
Das Gebäude weist zahlreiche Vorbauten, Gauben, Giebel und Stuckornamente auf. Über den prächtig stuckgerahmten Fenstern befinden sich Dreiecks- oder Gesimsverdachungen. An drei Gebäudeseiten befinden sich Mittelrisalite mit unterschiedlicher Auskragung. Die Ecken sind durch Ecklisenen mit Putzquaderung verziert, die horizontale Gliederung wird durch umlaufende Gurtgesimse und einen Fassadenabschluss mit weit vorkragendem Konsolgesims betont.

## Nebengebäude und Garten
Ebenfalls zu dem Schutzbereich gehört ein stilistisch an das Hauptgebäude angepasstes Stallgebäude mit achteckigen Türmchen östlich der Villa.
Zu den geschützten Gartenbestandteilen zählen weiterhin der Vorgarten, ein südlich gelegener Rosengarten mit Holzpergolen, das reich dekorierte Eingangstor und das weitgehend erhaltene Einfriedungsgitter auf der Nordseite.

## Geschichte
In der ersten Hälfte des 20. Jahrhunderts fanden im Haus regelmäßig Konzerte statt. Dort spielte unter anderem der Cellist und spätere Dirigent Sergiu Celibidache. In den 1930er-Jahren beabsichtigte die Gemeinde, die Villa zu erwerben, um zum Beispiel dort ein Mädchenheim einzurichten, scheiterte jedoch am Einspruch des Denkmalschutzamtes. Weitere Pläne der Gemeinde und ab 1949 der Stadt Ennepetal, dort ein Heimatmuseum oder Altersheim oder die Musikschule unterzubringen, konnten ebenfalls nicht realisiert werden.